# جان گیلبرت (نقاش)

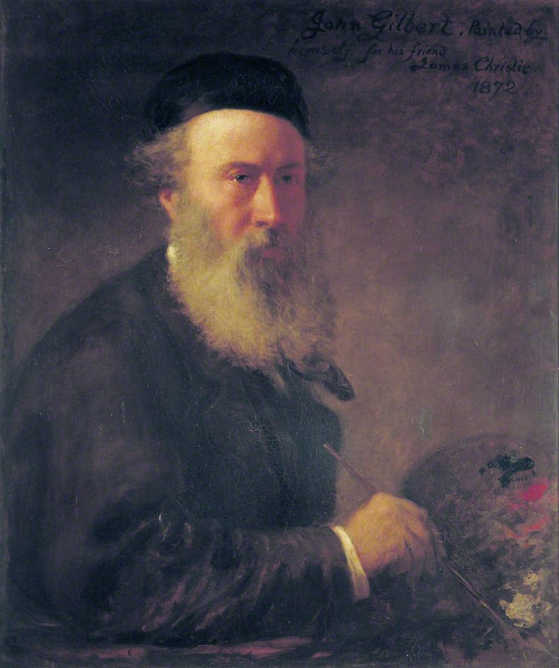
خودنگاره، ۱۸۷۲.

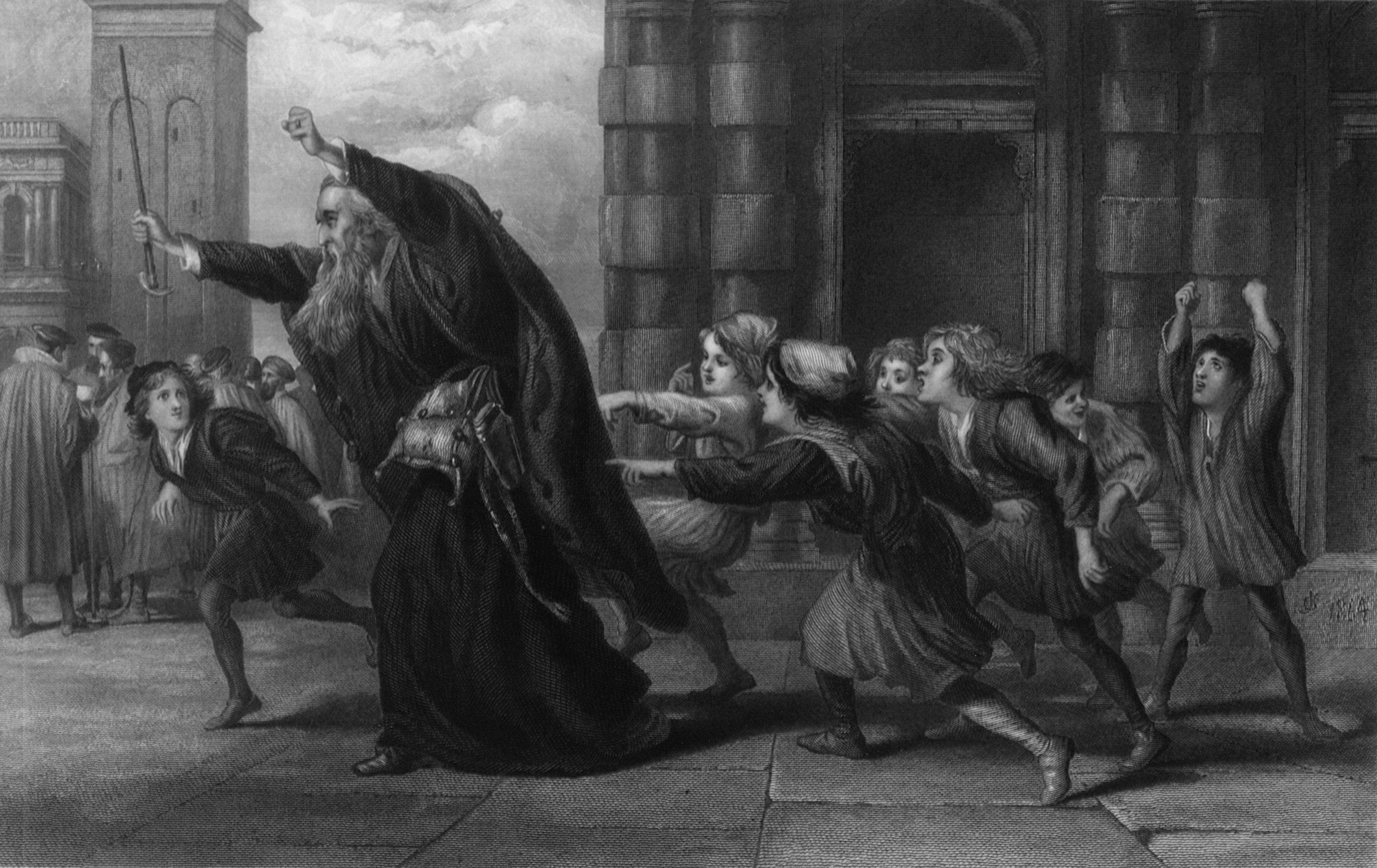
نقاشی گیلبرت از شایلاک بعد از دادگاه تصویری از تاجر ونیزی

سر جان گیلبرت (زاده ۲۱ ژوئیه ۱۸۱۷ -درگذشته ۵ اکتبر ۱۸۹۷) یک هنرمند ، تصویرگر و حکاک انگلیسی بود.

## زندگی‌نامه
گیلبرت در ونرش متولد شد، و خودش نقاشی را آموخت. تنها راهنمایی رسمی‌اش از جو گیلبرت که در چندین هنر مهارت داشت، توانست لقب «اسکات نقاشی» را به دست آورد. وی بیشتر به دلیل تصاویر و نقشی که برای اخبار مصور لندن تولید می‌کرد شهرت داشت.
گیلبرت در ابتدا در یک شرکت آژانس املاک شاگردی می‌کرد، اما با کپی کردن طرح‌ها به خود هنر آموخت. او قادر به ورود به مدارس آکادمی سلطنتی نبود، اما در آبرنگ، روغن و سایر روش‌ها تسلط داشت. از سال ۱۸۳۶ در انجمن هنرمندان انگلیس و از سال ۱۸۳۸ در RA به نمایش گذاشت. حامی هنری توماس شیپ شانکس و هنرمند ویلیام مولید پیشنهاد کردند که او حکاکی چوب را بیاموزد. با شروع مجله پانچ، او به اخبار مصور لندن منتقل شد. وی تعداد قابل توجهی از حکاکی‌های چوبی (بیش از ۲۰۰۰) را برای آن چاپ و برای. او همچنین تصاویر بسیاری برای کتابها، از جمله تقریباً همه شاعران مهم انگلیسی (از جمله شکسپیر مصور خود را با تقریباً ۷۵۰ نقاشی) تهیه کرد. وی در سال ۱۸۷۱ رئیس انجمن آبرنگ سلطنتی شد او حدود ۴۰۰ عکس را در آبرنگ و روغن در جوامع مختلف به نمایش گذاشت. وی در سال ۱۸۷۲ شوالیه شد. وی در سال ۱۸۷۶، همان سال ادوارد جان پوینتر، به RA تبدیل شد.
مسابقه گیلبرت-گرت برای باشگاه‌های طراحی در سال ۱۸۷۰ در مدرسه هنر سنت مارتینز آغاز شد و به نام اولین رئیس آن، جان گیلبرت نامگذاری شد.